# Pictor-I-Zwerggalaxie
Die Pictor-I-Zwerggalaxie, kurz auch Pictor I oder Pictor 1, ist eine im Jahr 2015 entdeckte Zwerggalaxie des Typs dSph im Sternbild Maler in der Lokalen Gruppe und eine der Satellitengalaxien der Milchstraße.
Die Entfernung zur Erde beträgt ca. 372.000 Lichtjahre.

## Eigenschaften
Pic I dSph besitzt einen Halblichtradius von {\displaystyle r_{h}=0,88_{-0,13}^{+0,27}} ′, was bei einer Entfernung von etwa 114 kpc einer Größe von ({\displaystyle 29_{-4,4}^{+9,1}}) pc entspricht.

## Weiteres
- Liste der Galaxien der Lokalen Gruppe